# Amphoe Khon Sawan
Amphoe Khon Sawan (Thai: อำเภอ คอนสวรรค์) ist ein Landkreis (Amphoe – Verwaltungs-Distrikt) der Provinz Chaiyaphum. Die Provinz Chaiyaphum liegt in der Nordostregion von Thailand, dem so genannten Isan.

## Geographie
Die Nachbarbezirke sind im Uhrzeigersinn von Norden startend: die Amphoe Khok Pho Chai, Waeng Yai und Waeng Noi der Provinz Khon Kaen, Amphoe Kaeng Sanam Nang der Provinz Nakhon Ratchasima sowie Amphoe Mueang Chaiyaphum und Amphoe Kaeng Khro in der Provinz Chaiyaphum.

## Geschichte
Khon Sawan ist eine alte Stadt, sie hieß früher Mueang Ka Long. Sie wurde zur gleichen Zeit wie Mueang Korat von Phraya Khun Han, einem Vetter des Gouverneurs von Korat, gegründet.

## Verwaltung

### Provinzverwaltung
Der Landkreis Khon Sawan ist in neun Tambon („Unterbezirke“ oder „Gemeinden“) eingeteilt, die sich weiter in 103 Muban („Dörfer“) unterteilen.
| Nr. | Name           | Thai      | Muban | Einw. |
| --- | -------------- | --------- | ----- | ----- |
| 01. | Khon Sawan     | คอนสวรรค์  | 15    | 9.749 |
| 02. | Yang Wai       | ยางหวาย   | 09    | 3.802 |
| 03. | Chong Sam Mo   | ช่องสามหมอ | 08    | 3.879 |
| 04. | Non Sa-at      | โนนสะอาด  | 09    | 5.453 |
| 05. | Huai Rai       | ห้วยไร่     | 14    | 5.629 |
| 06. | Ban Sok        | บ้านโสก    | 14    | 7.176 |
| 07. | Khok Mang Ngoi | โคกมั่งงอย  | 13    | 7.935 |
| 08. | Nong Kham      | หนองขาม   | 11    | 5.269 |
| 09. | Si Samran      | ศรีสำราญ   | 10    | 5.406 |

### Lokalverwaltung
Es gibt eine Kommune mit „Kleinstadt“-Status (Thesaban Tambon) im Landkreis:
- Khon Sawan (Thai: เทศบาลตำบลคอนสวรรค์) besteht aus Teilen des Tambon Khon Sawan sowie aus Teilen des Tambon Khok Mang Ngoi.

Außerdem gibt es neun „Tambon-Verwaltungsorganisationen“ (องค์การบริหารส่วนตำบล – Tambon Administrative Organizations, TAO):
- Khon Sawan (Thai: องค์การบริหารส่วนตำบลคอนสวรรค์)
- Yang Wai (Thai: องค์การบริหารส่วนตำบลยางหวาย)
- Chong Sam Mo (Thai: องค์การบริหารส่วนตำบลช่องสามหมอ)
- Non Sa-at (Thai: องค์การบริหารส่วนตำบลโนนสะอาด)
- Huai Rai (Thai: องค์การบริหารส่วนตำบลห้วยไร่)
- Ban Sok (Thai: องค์การบริหารส่วนตำบลบ้านโสก)
- Khok Mang Ngoi (Thai: องค์การบริหารส่วนตำบลโคกมั่งงอย)
- Nong Kham (Thai: องค์การบริหารส่วนตำบลหนองขาม)
- Si Samran (Thai: องค์การบริหารส่วนตำบลศรีสำราญ)